# Valenzuela de Calatrava
Valenzuela de Calatrava è un comune spagnolo di 706 abitanti situato nella comunità autonoma di Castiglia-La Mancia.